# Čenkov u Bechyně
Čenkov u Bechyně é uma comuna checa localizada na região da Boêmia do Sul, distrito de České Budějovice.